# Slipsiken
Slipsiken är en sjö i Dorotea kommun, Strömsunds kommun och Vilhelmina kommun i Jämtland och ingår i Ångermanälvens huvudavrinningsområde. Sjön har en area på 2,17 kvadratkilometer och ligger 832 meter över havet. Sjön avvattnas av vattendraget Slipsikån.

## Delavrinningsområde
Slipsiken ingår i det delavrinningsområde (721014-144986) som SMHI kallar för Utloppet av Slipsiken. Medelhöjden är 931 meter över havet och ytan är 13,28 kvadratkilometer. Räknas de 4 avrinningsområdena uppströms in blir den ackumulerade arean 29,12 kvadratkilometer. Slipsikån som avvattnar avrinningsområdet har biflödesordning 3, vilket innebär att vattnet flödar genom totalt 3 vattendrag innan det når havet efter 323 kilometer. Avrinningsområdet består mestadels av kalfjäll (84 procent). Avrinningsområdet har 2,16 kvadratkilometer vattenytor vilket ger det en sjöprocent på 16,3 procent.